# Симен Хегстад Крюгер
Симен Хегстад Крюгер (на немски: Simen Hegstad Krüger) е норвежки състезател по ски бягане.
Двукратен олимпийски шампион и сребърен медалист на зимните олимпийски игри в Пьонгчанг през 2018 г.
Крюгер върви 15-и в генералното класиране за Световната купа за сеон 2017/18 Най-доброто му класиране на 30 км за СК е 9-о през 2016/2017. Най-добрата му дисциплина е 15 км свободен стил.
Едно от рекламните лица на Атомик .
Дебютира в Световната купа на 16 март 2013 г. в Осло.

## Успехи
Олимпийски игри:
- Шампион (1): 2018 Пьонгчанг
  -  Сребърен медал (1): 2018 Пьонгчанг

### Олимпийски игри
| Олимпиада      | Индивидуално 15 км | скиатлон 15+15 км | Щафета 4×10 км |
| -------------- | ------------------ | ----------------- | -------------- |
| 2018 Пьонгчанг | Злато              | Сребро            | Злато          |